# Superlubrification
En physique (et particulièrement en tribologie), la superlubrification ou superlubricité réfère à un régime de mouvement dans lequel frottement disparaît ou presque. Bien qu'un niveau précis ne soit pas encore déterminé, certains considèrent que celle-ci est atteinte lorsque le coefficient de frottement cinétique est inférieur à 0,01.
Une superlubrification peut se produire lorsque deux surfaces cristallines glissent l'une sur l'autre en contact sec et incommensurable. Cet effet, également appelé pouvoir lubrifiant structurel, a été suggéré en 1991 et vérifié avec une grande précision entre deux surfaces de graphite en 2004.

## Graphite

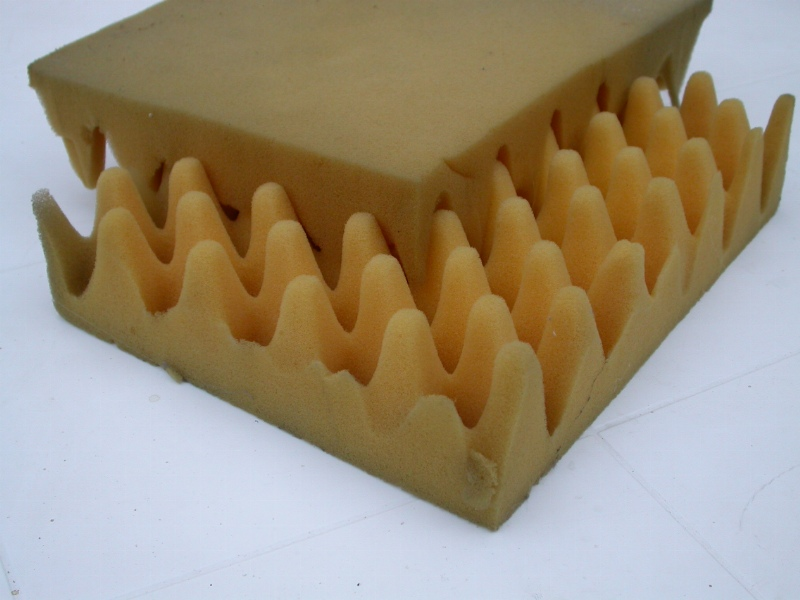
Mousse de type "boîte à œufs" qui simule la structure de surface atomique du graphite. L'alignement des deux surfaces est commensurable.

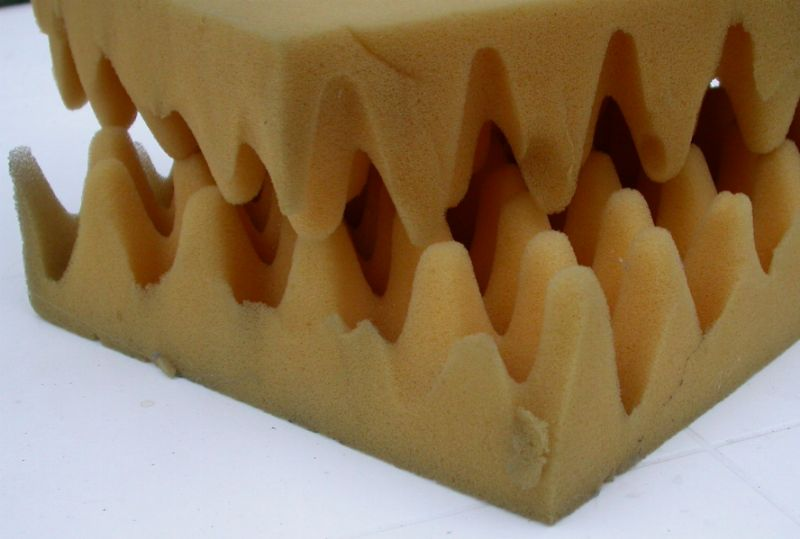
Alignement incommensurable des surfaces, de sorte que les vallées et les collines ne s'alignent pas.

Les atomes du graphite sont orientés de manière hexagonale et forment une structure atomique composée de collines et de vallées, qui ressemble à une boîte à œufs. Lorsque les deux surfaces de graphite sont en alignement (tous les 60 degrés), la force de frottement est élevée. Lorsque les deux surfaces sont disposées autrement, le frottement est considérablement réduit.
L'observation de la superlubrification dans des structures de graphite à micro-échelle a été rapportée en 2012. De tels effets ont également été décrits théoriquement  pour un modèle de couches de graphène et de nickel. Cette observation, reproductible même dans des conditions ambiantes, augmente l'intérêt envers la superlubrification, celle-ci passant d'un domaine essentiellement académique, accessible uniquement dans des conditions hautement idéalisées, vers des implications pratiques pour les dispositifs micro et nanomécaniques.

## Superlubricité macroscopique
En 2015, une équipe du Laboratoire national d'Argonne démontre expérimentalement la superlubrification à l'échelle microscopique, démonstration détaillée par des études informatiques sophistiquées. 
À l'été 2024, une étude signée par plusieurs chercheurs d'institutions africaines et américaines affirme avoir développé un revêtement superlubrifiant à partir de déchets de plantes de manioc,.